# Грофовија Јафа и Аскалон
Грофовија Јафа и Аскалон је једна од крсташких држава у Светој земљи, настала око 1100. године од четири велика господства, односно вазалних ентитета Јерусалимског краљевства. Јерусалимски краљ Балдуин I дао је Јафу на управу Игу I од Јафе. Године 1153. након успешне опсаде, Јафи је припојен и Аскалон. Грофовија је постојала до 1268. године када ју је освојио Бајбарс, египатски владар. Поједини европски владари наставили су користити титуле грофова Јафе и Аскалона.

## Грофови Јафе и Аскалона
- Балдуин I Јерусалимски (1100—1110)
- Иго I од Јафе (1110—1118)
- Алберт од Јафе (1118—1122)
- Иго II од Јафе (1122—1134)
- Мелисенда Јерусалимска (1134—1151), заједно са Фулком I (1131—1143) и Балдуином III (1143—1151)
- Амалрик I Јерусалимски (1151—1174)
- Балдуин IV Јерусалимски (1174—1176)
- Сибила Јерусалимска (1176—1190), заједно са Вилијамом од Монферата (1176—1177) и Гајем Лизињанским (1180—1191)
- Амалрик II Јерусалимски (1193—1197)
- Изабела I Јерусалимска (1197—1205), заједно са Амалриком II (1198—1205)
- Марија од Монферата (1205—1212), заједно са Јованом Бријеном
- Изабела II Јерусалимска (1212—1221)
- Валтер IV Бријен (1221—1244)
- Јован II Ибелин (1244—1266)
- Џејмс Ибелин (1266—1268)